# Renault Type CG
Der Renault Type CG war ein frühes Personenkraftwagenmodell von Renault. Er wurde auch 40 CV genannt.

## Beschreibung
Die nationale Zulassungsbehörde erteilte am 19. Januar 1911 ihre Zulassung. Der Vorgänger Renault Type BH war kürzer. 1913 endete die Produktion, als der Nachfolger Renault Type DT erschien.
Ein wassergekühlter Sechszylindermotor mit 100 mm Bohrung und 160 mm Hub leistete aus 7540 cm³ Hubraum 30 bis 40 PS. Die Motorleistung wurde über eine Kardanwelle an die Hinterachse geleitet. Die Höchstgeschwindigkeit war je nach Übersetzung mit 68 bis 97 km/h angegeben.
Bei einem Radstand von 402,6 cm bzw. 403 cm und einer Spurweite von 145 cm war das Fahrzeug 530 cm lang und 175 cm bzw. 176 cm breit. 1913 war auch ein Fahrgestell mit 392 cm Radstand und 147 cm Spurweite erhältlich, das eine Fahrzeuglänge von 521 cm und eine Fahrzeugbreite von 178 cm nach sich zog. Der Wendekreis war mit 15 Metern angegeben. Das Fahrgestell wog 1450 kg, das Komplettfahrzeug 2500 kg. Zur Wahl standen Torpedo und Limousine. Das Fahrgestell kostete 21.000 Franc.